# Růžička
Růžička (tschech.) oder Ružička (slowak./kroat.) ˈruːʒiʧka, eingedeutscht Ruzicka, ist ein in Tschechien, der Slowakei und Kroatien weit verbreiteter Familienname. Es ist die Verkleinerungsform zu tschech. růže, slowak./kroat. ruže, dt. Rosen (im Plural).
In den Staaten der ehemaligen Donaumonarchie oder in Deutschland treten auch die Variationen Ruzicka, Ruschitschka, Ruzitschka, Ruschitzka, Rusiczka, Rusitschka oder ähnlich auf. Dementsprechend gibt es unterschiedlichste Ausspracheweisen.
Die weibliche Form des Familiennamens Růžička ist, wie bei den west-slawischen Sprachen üblich, Růžičková („Frau Růžička“ bedeutet im Tschechischen folglich „paní Růžičková“).

## Namensträger
- Adam Ružička (* 1999), slowakischer Eishockeyspieler
- Aleksander Ruzicka (* 1960), deutscher Unternehmer
- Alois Ružička (1849–1937), österreichischer Advokat und Rechtsschriftsteller
- Apollo Růžička (1856–1927), böhmischer Finanzmann
- Erica Marie Ruzicka (1925–2013), Unternehmerin
- Ernest Konstantin Růžička (1761–1845), Generalvikar und Bischof von Budweis
- Evelyn Ruzicka (* 1982), österreichische Schauspielerin, Sängerin und Songwriterin
- Franz Ruzicka, (Maler, 1908) (1908–2012), deutscher Maler
- Franz Ruzicka, (Maler, 1958) (* 1958), deutscher Maler
- Jan Růžička (Jurist) (1851–1902), böhmisch-österreichischer Jurist
- Jan Ruzicka (Regisseur) (Jan Růžička; * 1959), deutscher Regisseur
- Jan Růžička (Fußballspieler) (* 1984), tschechischer Fußballspieler
- Jan Růžička (Eishockeyspieler) (* 1997), tschechischer Eishockeyspieler
- Jiří Růžička (1956–1999), tschechischer Schauspieler und Drehbuchautor
- Josef Růžička (Publizist) (1808–1872), böhmischer evangelischer Seelsorger und Publizist
- Josef Růžička (1925–1986), tschechoslowakischer Ringer
- Josef Růžička (Unternehmer) (1928–2004), tschechoslowakischer Gitarrenbauer, siehe Jolana
- Karel Růžička (1940–2016), tschechischer Jazzmusiker und Komponist
- Leon Ružička (1866–1931), österreichischer Numismatiker und Industrieller
- Leopold Ružička (auch Lavoslav Ružička; 1887–1976), kroatisch-schweizerischer Chemiker und Nobelpreisträger
- Marija Ružička-Strozzi (1850–1937), Schauspielerin
- Marla Ruzicka (1977–2005), US-amerikanische Menschenrechtsaktivistin
- Martin Růžička (Eishockeyspieler, 1985) (* 1985), tschechischer Eishockeyspieler
- Martin Růžička (Eishockeyspieler, 1987) (* 1987), tschechischer Eishockeytorwart
- Milan Růžička (1681–1712), tschechischer Philosoph
- Nina Ruzicka (* 1972), österreichische Zeichnerin
- Nils Ruzicka (* 1973), deutscher Komponist und Musikproduzent
- Othmar Ruzicka (1877–1962), österreichischer Maler
- Pavel Miroslav Růžička (1852–1939), böhmischer Jurist
- Peter Ruzicka (* 1948), deutscher Komponist und Intendant
- Rudolf Růžička (Orientalist) (1878–1957), tschechischer Orientalist und Arabist
- Rudolf Růžička (Typograf) (1883–1978), tschechischer Typograf und Buchgestalter
- Rudolf Růžička (Linguist) (1920–2011), deutscher Slawist
- Rudolf Růžička (Komponist) (1941–2022), tschechischer Komponist
- Štefan Ružička (* 1985), slowakischer Eishockeyspieler
- Thomas Horst Ruzicka (1966), Luftfahrt, Musikproduktionen
- Václav Růžička (auch Wenzel Ruzicka; 1757–1823), mährischer Organist und Musiklehrer
- Vladimír Růžička senior (* 1963), tschechischer Eishockeyspieler und -trainer
- Vladimír Růžička junior (* 1989), tschechischer Eishockeyspieler
- Vladislav Růžička (1870–1934), böhmischer Biologe und Hygieniker
- Vlastimil Ružička (1925–1985), tschechoslowakischer Radrennfahrer
- Vojtěch Růžička (* 1986), tschechischer Pokerspieler
- Werner Ruzicka (* 1943), deutscher Boxer
- Werner Ružička (* 1947), von 1985 bis 2018 Leiter der Duisburger Filmwoche
- Zdeněk Růžička (1925–2021), tschechoslowakischer Turner